# در ساحل چزیل (رمان)
«در ساحل چزیل» (انگلیسی: On Chesil Beach) یک کتاب از ایان مک‌یوون نویسنده و نمایشنامه‌نویس انگلیسی است.

## اقتباس فیلم
یک فیلم اقتباس شده از این رمان در سال ۲۰۱۷ به نام در ساحل چزیل منتشر شد. این فیلم توسط دومینیک کوک و با بازی امیلی واتسون و سورشا رونان کارگردانی شده‌است.